# サタジット・レイ
サタジット・レイ（英語: Satyajit Ray, ベンガル語: সত্যজিৎ রায়、1921年5月2日 - 1992年4月23日）は、インドの映画監督、脚本家、作曲家、小説家、カリグラファー、イラストレーターである。サタジット・レイという呼称は英語読みを日本語に移したもので、ベンガル語ではショトジット・ライ（IPA: [ˈʃɔtːodʒit ˈrai̯] ( 音声ファイル)）と発音される。インド映画もしくはベンガル語映画を代表する監督であり、国際的に高く評価され影響を与えた巨匠のひとりと広く見なされている。生涯で36本の映画を監督したが、その中には長編劇映画だけでなく、ドキュメンタリーや短編映画も含まれている。映画以外にも、作家として児童文学作品などを執筆しており、さらにベンガル文字のカリグラフィーの創作や、本やポスターのグラフィックデザインでも知られた。
サタジットはカルカッタ（現在のコルカタ）の著名な文学者の家に生まれ、広告会社や出版社のデザイナーとしてキャリアを始めたが、フランスの映画監督ジャン・ルノワールとの出会いや、ネオレアリズモ映画『自転車泥棒』（1948年）を見たことから映画監督の道へ進んだ。初監督作品『大地のうた』（1955年）は、第9回カンヌ国際映画祭のヒューマン・ドキュメント賞などを受賞し、インド映画が国際的に注目されるきっかけとなった。この作品は『大河のうた』（1956年）、『大樹のうた』（1959年）とともに「オプー三部作」を成す。その後、サタジットはインドの芸術映画の代表者として、『音楽ホール』（1958年）、『ビッグ・シティ』（1963年）、『チャルラータ』（1964年）など、ベンガル人の社会や生活を題材にした作品を手がけた。映画製作では、脚本、キャスティング、映画音楽の作曲、編集、広告のデザインまでをすべて自分でこなした。サタジットはキャリアを通して、インドの映画賞国家映画賞をはじめ、ヴェネツィアやベルリンの国際映画祭などで数多くの賞を受賞しており、 1992年にはアカデミー名誉賞と、インド民間人の最高賞であるバーラト・ラトナ賞を授けられた。

## 生涯

### 生誕と初期の人生

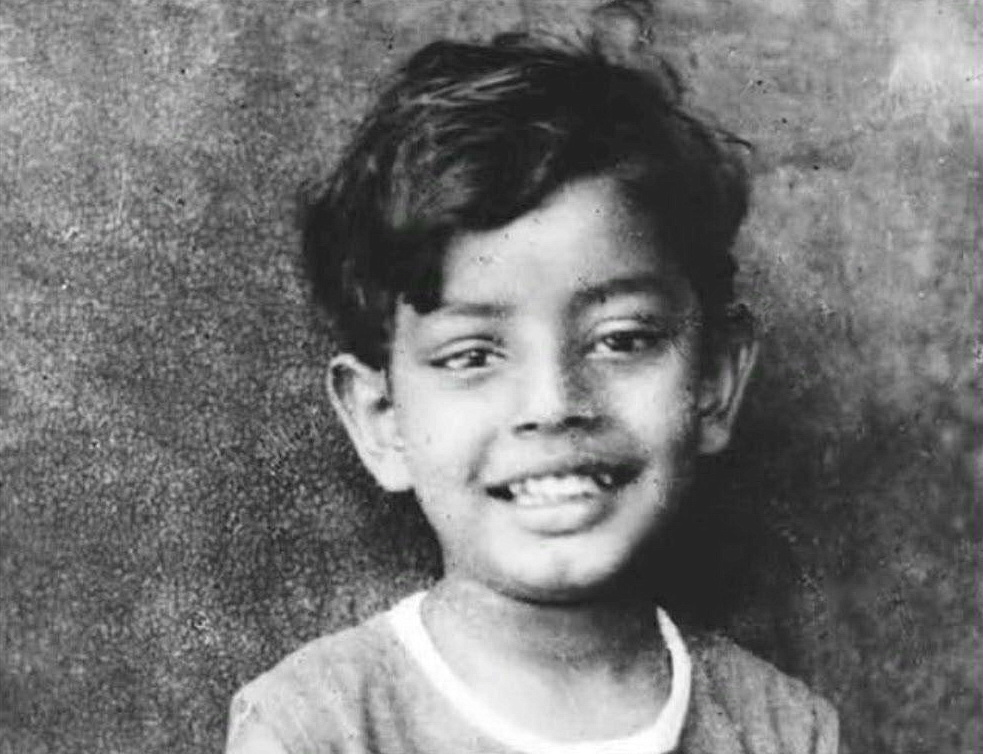
幼少期のサタジット・レイ。

サタジット・レイの先祖は少なくとも十世代前まで遡ることができる。祖父のウペンドロキショル・レイは著名な児童文学作家で、子供向け雑誌『ションデシュ』の発行を手がけた。また、印刷会社U. Ray and Sonsの設立者でもあり、ほかにもイラストレーターや哲学者、アマチュア天文学者、さらには19世紀のベンガルで興った宗教および社会活動のブラフモ・サマージの指導者としても活動し、詩人のラビンドラナート・タゴールの一家とも親しかった。父のシュクマル・レイもベンガル語の児童文学とナンセンス・ヴァースで先駆的な業績を残した作家であり、イラストレーターや評論家としても活動した。
1921年5月2日、サタジットはカルカッタ（現在のコルカタ）で、シュクマルと母スプラバ・レイの間に生まれた。サタジットは上流階級に属する家庭に生まれたが、わずか3歳の時にシュクマルが亡くなったため、スプラバの親戚の家に身を寄せながら、スプラバのわずかな収入で生活することになった。成長したサタジットはカルカッタのバーリグンジ政府高校で学び、プレジデンシー・カレッジ（当時はコルカタ大学の管区カレッジ）で経済学の学士号を取得したが、既にサタジットの興味はいつもファインアートに向けられ、西洋音楽に夢中となった。
1940年、サタジットの母親はタゴールが設立したシャンティニケトンのビシュバ・バラティ大学へ進学するよう求めたが、カルカッタに愛着を持つサタジットはシャンティニケトンで学業生活を送ることに乗り気ではなかった。サタジットは母の説得と、タゴールを尊敬していたこともあって進学を決意し、美術学科に入ったが、この時期に東洋芸術に触れ、後に認めたところによると有名な画家のノンドラル・ボーズやビノード・ビハーリー・ムカルジーからたくさんの事を学んだ。さらにこの時期にアジャンター石窟群、エローラ石窟群、エレファンタ石窟群を訪れ、そのインド芸術から大きな刺激を受けた。

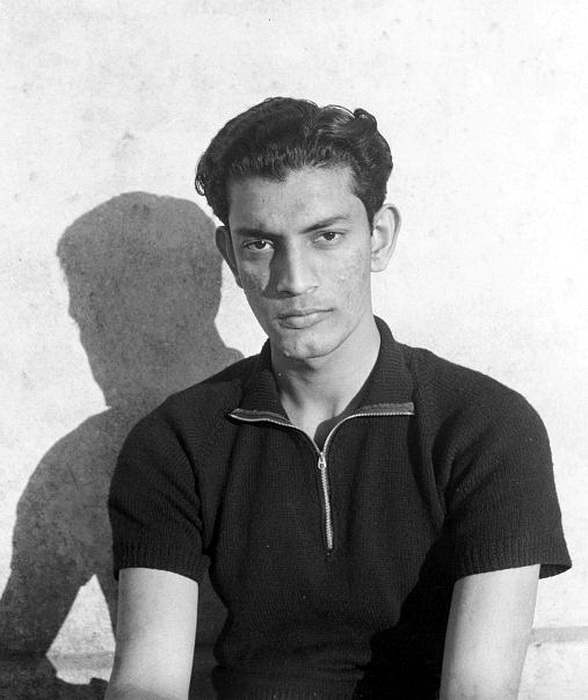
22歳頃のサタジット・レイ。

1943年、サタジットはカルカッタのイギリス系広告会社D・J・キーマー社にグラフィックデザイナーとして就職し、月80ルピーの給料を得た。サタジットはグラフィックデザインの制作を上手くこなしたが、会社内ではイギリス人とインド人の従業員の間にいさかいがあり、イギリス人社員は給与も優遇されていた。さらにサタジットは「依頼はどれも愚かしげなものばかり」と感じていた。やがてサタジットは、D. K. Guptaが新たに設立した出版社シグネット・プレスで働いた。この会社では出版される書籍の表紙デザインを任され、尚且つ完全な芸術的自由を与えられた。サタジットはJibanananda Dasの『Banalata Sen』と『Rupasi Bangla』、ジム・コーベットの『Maneaters of Kumaon』、ジャワハルラール・ネルーの『インドの発見』など多くの本の表紙をデザインした。また、ビブティブション・ボンドパッダエが著したベンガル語の古典的小説『大地のうた』を子供向けに改訂した『Aam Antir Bhepu』の表紙デザインと挿絵も手がけたが、サタジットはこの本に大きな感銘を受け、後に自身の初監督映画の題材に選び、その作品のいくつかの革新的な場面でこの挿絵を用いた。
1947年、サタジットは友人のチダナンダ・ダスグプタらとともに、カルカッタで最初のシネクラブであるカルカッタ・フィルム・ソサエティを設立した。サタジットはセルゲイ・エイゼンシュテイン監督のソ連映画『戦艦ポチョムキン』（1925年）などのヨーロッパ映画をインドで初めて上映し、映画文化を普及させる運動に従事しながら、自らもそれらの作品を鑑賞して映画を勉強した。また、第二次世界大戦中にカルカッタに駐留していたアメリカ兵と親しくなり、カルカッタで上映されるアメリカ映画の最新情報を仕入れ続けていた。この頃にサタジットはイギリス空軍にいたノーマン・クレールと親しくなり、クレールを通じてチェスや西洋クラシック音楽にも熱をあげた。
1949年、サタジットは従姉で長年の恋人だったビジョヤ・ダスと結婚した。夫婦は後に映画監督となる息子サンディープ・レイを得た。この年、フランスの映画監督ジャン・ルノワールが『河』の撮影のためにカルカッタを訪れた。サタジットはルノワールの仕事を手伝い、カルカッタ周辺のロケ地探しに務めた。さらにサタジットはルノワールに長く心にとどまる『大地のうた』を映画化する構想を話し、ルノワールはそれを進めるよう励ました。翌1950年、サタジットはD・J・キーマー社からロンドン本社での勤務を命じられ、約6ヶ月間その地にとどまり、その間に99本の映画を鑑賞した。それらの映画の中にはヴィットリオ・デ・シーカ監督のネオレアリズモ映画『自転車泥棒』（1948年）があり、サタジットはこの作品に強い衝撃を受けた。後に語ったところによると、映画監督になることを決意して劇場を出たという。

### オプー三部作

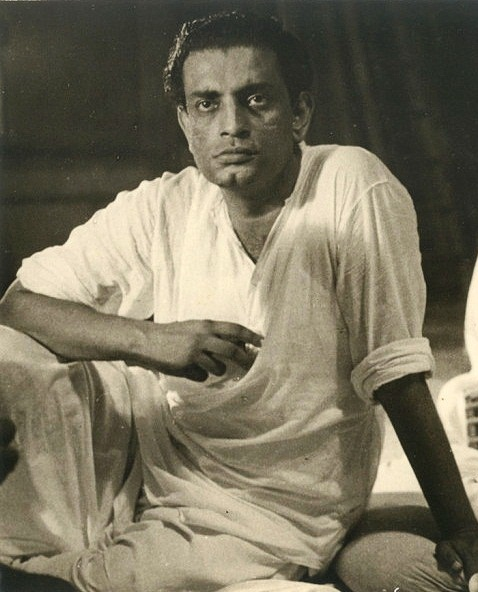
『大地のうた』製作時のサタジット・レイ（1955年）。

帰国したサタジットは、ボンドパッダエのベンガル語の古典的教養小説で、ベンガルの村で育った少年オプーの半生を描く作者の自伝的小説『大地のうた』を原作として、初めての映画監督作品に取りかかることにした。サタジットはロンドンからインドへ帰る航海中に書き始めたシナリオと数百枚のデッサンを抱えて数人のプロデューサーと掛け合ったが、誰もこの企画に関心を持とうとはしなかった。それでもサタジットは生命保険から資金を出して、1952年にようやく撮影を開始した。スタッフは、サタジットの友人で後年まで仕事を共にしたカメラマンのスブラタ・ミットラと美術監督のバンシ・チャンドラグプタの両者を除くと未経験者ばかりで、俳優もほとんどが素人だった。
サタジットはまだ広告会社の仕事を続けていたため、休みの週末にしか『大地のうた』の仕事を進めることができなかった。自己調達で賄ったほんの少額の製作資金もすぐに使い果たしてしまい、相変わらず出資者も見つからなかったため、約1年半も製作を中断することになった。その後、サタジットの母親と共通の友人がいた西ベンガル州首相のビダン・チャンドラ・ロイの計らいにより、政府から分割払いで融資を受けることになった。政府はシナリオがあまりにもペシミスティックだという理由で、ハッピーエンドにするように要求したが、サタジットはこれを拒絶し、それにもかかわらず融資は受けた。また、1954年にサタジットはニューヨーク近代美術館（MoMA）のディレクターのモンロー・ウィーラーにフィルムの一部を見せた。これに感銘を受けたウィーラーは、サタジットに仕上げ資金を送り、MoMAで上映できるようにした。さらに『王になろうとした男』のロケ場所をインドで探していたジョン・ヒューストンもフィルムを見て、「大いなる才能が海のむこうにいる」と語った。
『大地のうた』は3年もの時間をかけてようやく完成し、1955年5月にMoMAで初公開され、8月にインド国内で劇場公開された。作品は国際的に高い評価を受け、ベンガル語圏や欧米では興行的にも大成功を収めた。ザ・タイムズ・オブ・インディア紙は「他のインド映画と比べるなどとんでもない...『大地のうた』は純粋たる映画である」と賞賛の評を書き、イギリスでもリンゼイ・アンダーソンが熱烈な批評を書いた。しかし中にはフランソワ・トリュフォーが鑑賞後に「私は農民らが手で食事をするような映画は見たくない」と語ったように批判もあった。アメリカでは、当時最も権威のあった映画批評家ボズレー・クラウザーがニューヨーク・タイムズに「この映画を楽しむには忍耐が必要だ」と仮借のない批評を書き、アメリカでの配給元はクラウザーの批評で興行は上手くいかないと恐れたが、公開されると8ヶ月ものロングランを記録した。また、翌1956年の第9回カンヌ国際映画祭ではヒューマン・ドキュメント賞を受賞した。
サタジットの国際的なキャリアは、次作で『大地のうた』の続編にあたる『大河のうた』（1957年）の成功を受けて本格的に始まった。『大河のうた』はオプーの青年期を描いた作品で、公開されるとヴェネツィア国際映画祭で最高賞の金獅子賞を受賞した。ムリナール・セーンやリッティク・ゴトクなどのインドの映画人は、この作品に前作を上回る高い評価を与えた。しかし、『大河のうた』を撮り終えたサタジットは、それとはまったく異なるスタイルや雰囲気を持つ作品を撮りたいと考え、1958年に風刺喜劇の『哲学者の石』と、タラションコル・ボンドパッダエ原作で徴税請負地主の退廃を描いた『音楽ホール』を撮影し、『音楽ホール』はサタジットの最も重要な作品の1つと見なされている。
1959年、サタジットはオプーを主人公にした三部作（オプー三部作）の最終作となる『大樹のうた』を撮影した。この作品は成人したオプーが、結婚、子供の誕生、そして妻の死を経験する姿を描いている。元々サタジットは三部作にすることを計画していなかったが、『大河のうた』がヴェネツィア国際映画祭で上映された時に、数人のジャーナリストから三部作のアイデアについて質問されたことで思い立った。この作品はインドで『大地のうた』をしのぐほどの興行的成功を収め、映画批評家のロビン・ウッドやアパルナ・セーンは三部作の最高傑作と評した。しかし、ベンガル人批評家からは厳しい批判を受け、サタジットは映画の弁護を記した。サタジットは批評家の言うことにほとんど反応しなかったが、この作品と後に撮影した『チャルラータ』に対する批判には反論した。サタジットはオプー三部作で高い成功を収めたが、それは何年経っても自身の私生活に影響を与えることはなく、妻や子供や母親、そして親類たちと借家住まいを続けた。

### 『女神』から『チャルラータ』まで
1960年、サタジットはイギリス領インド帝国時代のヒンドゥー教社会における宗教的迷信を題材にした『女神』を発表した。その粗筋はシャルミラ・タゴール演じる若妻が、義父によって女神カーリーに祭り上げられてしまうというものである。サタジットは中央映画認証委員会による差し止めや再編集の指示を恐れたが、無事上映された。しかし、ヒンドゥー教側からは攻撃され、そのために国外に輸出することを禁じられた。その後、作品を見たインド首相のジャワハルラール・ネルーの計らいで禁が解かれ、第15回カンヌ国際映画祭に出品された。翌1961年にはネルーの依頼で、タゴールの生誕100年を記念したドキュメンタリー映画『詩聖タゴール』を撮影した。しかし、タゴールを撮影した映像は限られていたため、サタジットは静止画から映画を作る手法を取らざるをえず、普通の長編映画3本分と同じぐらいの労力がかかったという。また、同年にサタジットは敬意を込めてタゴールに捧げるために、タゴールの短編小説3本を原作にしたアンソロジー映画『三人の娘』を撮影した。
同年、サタジットは詩人のスバーシ・ムコーパデャイらと、かつて祖父が出版し、それを引き継いだ父の死によって途絶えていた子供向け雑誌『ションデシュ』を再刊行した。このためにサタジットは何年もかけて資金を蓄えていた。サタジットはその雑誌のためにイラストを描き、小説や詩を書き始めたが、やがて執筆業はサタジットにとって主な収入源となった。一方の映画監督業でもシナリオの執筆に変化があった。それまでのすべての作品は原作ものだったが、1962年公開の『カンチェンジュンガ』で初めてオリジナル脚本を使用した。この作品は西ベンガルの丘の町ダージリンで午後を過ごす上流階級の家族を描いた作品で、サタジットにとって初のカラー映画にもなった。
その次にサタジットは『遠征』（1962年）を撮影し、そのあとにカルカッタの中流家庭の夫婦関係を題材にした『ビッグ・シティ』（1963年）と『チャルラータ』（1964年）を撮影した。『ビッグ・シティ』は夫の収入を助けるために仕事を始める女性がさまざまなトラブルに悩む姿を描き、『チャルラータ』はタゴールの短編小説『壊れた巣』を原作に、19世紀ベンガルの孤独な妻チャルの義弟アマルへの恋心を描いた。この2本はサタジットの中期の代表作とされており、とくに『チャルラータ』は多くの批評家からサタジットの最も優れた作品と見なされ、サタジット自身もお気に入りの映画に挙げている。また、サタジットはこの2本で、ベルリン国際映画祭の銀熊賞（監督賞）を2年連続で受賞した。

### 新たな取り組み
1960年代後半から1980年代前半まで、サタジットはファンタジーやSF、探偵ものから歴史映画まで、さまざまなジャンルに取り組んだ。また、この時期は少なからぬ形式上の実験も行い、これまでのサタジットの作品に欠如されていたと指摘された、インド人の生活における現代的な問題を探求した。その最初の主要な映画は、ウッタム・クマールとシャルミラ・タゴールが主演した『英雄』（1966年）である。この作品はある映画スターが列車の旅で、ウマの合う若き女性ジャーナリストと出くわした24時間を描き、売れっ子と思われる二枚目俳優が抱える内面の葛藤を探求した。この作品を発表した年、サタジットは日本を訪れ、尊敬する黒澤明と対面した。
1967年、サタジットは『ションデシュ』に書いた短編小説『Bankubabur Bandhu (Banku Babu's Friend)』を下敷きに『エイリアン』という映画脚本を執筆した。この作品はアメリカとインドの共同製作で企画され、コロンビア映画が製作会社となり、ピーター・セラーズとマーロン・ブランドを主演に起用することになった。ところが、脚本の著作権と権利金の受け取りはマイケル・ウィルソンに帰属されていることが判明した。ウィルソンは当初、共通の知り合いであるアーサー・C・クラークを通じてサタジットに近づき、ハリウッドにおける代理人となり、「Mike Wilson & Satyajit Ray」の名で著作権登録をしていたが、ウィルソンが脚本に関与したのはただ一単語に過ぎなかった。後にサタジットは、この脚本執筆で一銭も受け取らなかったと明かした。さらにマーロン・ブランドが企画を降り、製作側は代わりにジェームズ・コバーンを立てようとしたが、その頃にはサタジットは企画を放棄し、幻滅してカルカッタに戻った。コロンビア映画は1970年代から80年代に企画を復活させようとサタジットを説得したが、実現はしなかった。1982年にスティーヴン・スピルバーグ監督の『E.T.』が公開された時、サタジットはそれが『エイリアン』の脚本の盗用であると主張し、「『エイリアン』の脚本の写しなしに、アメリカで『E.T.』を作ることはできなかっただろう」と述べたが、スピルバーグはこれを否定している。『エイリアン』以外に、サタジットが構想しながら実現しなかった企画には、古代インド叙事詩『マハーバーラタ』や、E・M・フォースターの小説『インドへの道』がある。
1969年、サタジットは祖父が書いた童話を基にしたミュージカル・ファンタジー映画『グビとバガの冒険』を発表した。その内容は歌手のグビと太鼓を叩くバガの2人が、幽霊の王から授かった3つの品物を手に、隣り合う2つの王国で起こりそうな戦争を食い止めるために旅をするというものである。この作品はサタジットの最も製作費が高い作品の1つとなり、資金調達に困難をきたした。それでも自身の最も商業的に成功した作品にもなり、ベンガル語映画で最も人気のある映画の1本に位置付けられている。続いて、詩人で作家のシュニル・ゴンゴパッダエの小説の映画化『森の中の昼と夜』（1969年）を撮影した。この作品は日々の生活から離れようと休暇を過ごしに森へやって来た都会の青年4人のうち3人が、それぞれ女性と関わりを持つようになるという筋で、インドの中産階級を深く理解できる題材となっている。
『森の中の昼と夜』の発表後、サタジットは現代ベンガル人の生活を題材とした「カルカッタ三部作 (Calcutta trilogy)」と呼ばれる『対抗者』（1970年）、『株式会社 ザ・カンパニー』（1971年）『ミドルマン』（1975年）を撮影した。この3本はそれぞれ別々に構想されたが、一貫したテーマでつながりを持つ。三部作は抑圧に焦点を合わせており、男性の主人公は禁じられたものに手を付ける。『対抗者』では卒業したての理想主義の青年の幻滅、『株式会社 ザ・カンパニー』では利益のために自らの道徳を放棄するエリートビジネスマン、『ミドルマン』では生きるために退廃した文化に漬かってしまう若い男を描いた。また、『対抗者』では大胆なフラッシュバックの使用など、新しい物語の表現手法を試みた。サタジットは三部作を手がけている間、シッキム王国のドキュメンタリー映画『シッキム』（1971年）や、ビブティブション・ボンドパッダエの小説を映画化した『遠い雷鳴』（1973年）も撮影した。『遠い雷鳴』はベンガル地方の村を舞台とし、バラモンの夫婦を通して日本軍のビルマ侵攻というはるか遠くの地の戦争がおよぼす悲劇を描き、第23回ベルリン国際映画祭で金熊賞を受賞した。
この頃、サタジットはバングラデシュ独立戦争を題材にした映画を作ることを構想していたが、結果的にそのアイデアを放棄した。後にサタジットは映画監督として戦争の受難者を描くことに興味を持てても、政治には関心が持てないと発言した。1977年、サタジットはムンシー・プレームチャンドの小説を映画化した『チェスをする人』を撮影した。インド大反乱前の1856年のアワド藩王国を舞台としたこの作品は、イギリスによるインド植民地支配に関わる問題を取り上げており、サタジットの作品として初めてベンガル語以外の言語（ヒンディー語）を使用した長編映画となった。キャストにはサンジーヴ・クマール、サイード・ジャフリー、アムジャド・カーン、シャバーナー・アーズミー、ヴィクター・バナルジー、リチャード・アッテンボローなどの人気俳優が名を連ね、製作費はサタジットの作品で最高額の約200万ルピーとなったが、それでもこの金額はヒンディー語映画の平均予算（400万～1000万ルピー）を下回っている。

### 晩年

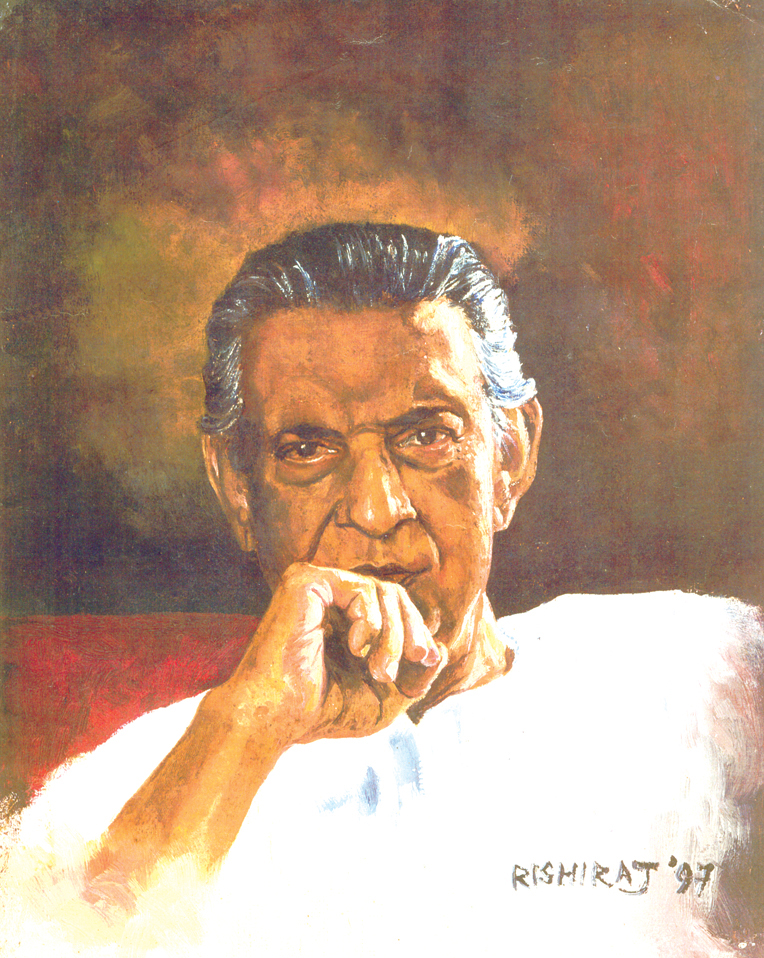
サタジットの肖像画。

1980年代に入ると、『グビとバガの冒険』の続編で、やや政治色を帯びた『ダイヤモンドの王国』（1980年）や、称賛された短編映画『ピクー』（1981年）、1時間のヒンディー語映画『遠い道』（1981年）を発表した。しかし、1983年の『家と世界』の製作中に心臓発作に見舞われ、これが原因でその後亡くなるまでの9年間の活動が著しく制限された。『家と世界』は健康状態を鑑みて初めてカメラを担当した息子の助けを得ながら1984年に完成した。この作品は愛国心の危機を題材としたラヴィンドナート・タゴールの小説を基に、サタジットが長く映画化を考えていたもので、最初の脚本草稿は1940年代には着手されていた。病気のため細切れの印象は免れなかったが、作品はいくつかの称賛を受けた。1987年には父シュクマルを題材としたドキュメンタリー『シュクマル・レイ』を製作した。
1990年代に手がけたサタジットの晩年の3本は、健康の回復と医療の支援が効をなして実現したが、いずれも室内撮影であり、以前よりも対話シーンが増えたが、そのために過去の作品には及ばないという意見もある。『民衆の敵』（1990年）は著名な同名の戯曲の映画化であり、撮影時の健康状態は悪かったと考えられている。その後は回復を見せ、『枝わかれ』（1990年）を撮影した。この作品は実直な人生を送る老人が、3人の息子たちの不正を知るという物語で、最後の場面で老人は唯一不正を働いていない心を病む4番目の息子に慰められる。そしてサタジット最後の作品となった『見知らぬ人』（1991年）はフランスとの共同製作で、長らく行方不明になっていた叔父がカルカッタの娘を訪ね、そのために周囲が疑念に囚われる様を描いている。この作品はフランスで大ヒットしたが、サタジットはその出来に満足せず、亡くなるまで次作『目覚め (Jagaran)』の製作を構想していた。
サタジットはヘビースモーカーだが酒は飲まず、何よりも仕事を大切にし、1日12時間も働き、深夜2時に就寝した。また、骨董品や写本、珍しい蓄音機のレコード、絵画、珍しい本の収集を楽しんだ。そんな私生活を送ったサタジットは、1992年1月に心臓病で健康状態が悪化し、カルカッタの病院に入院するも、そのまま回復に向かうことはなかった。亡くなる24日前の3月30日には、ビデオ映像を介してオードリー・ヘプバーンからアカデミー名誉賞を授与され、これを「映画監督のキャリアで最高の成果」と呼んで病床から受賞スピーチをした。1992年4月23日、サタジットは71歳の誕生日を迎える9日前に亡くなった。通夜には4万人以上が訪れ、市内を進む葬列には50万人もの人々が加わったという。

## 映画製作のスタイル
サタジット・レイは自身のキャリアを通して、映画監督になるきっかけを作ったジャン・ルノワールに敬意を表し、その作品とスタイルから大きな影響を受けた。また、イタリアのネオレアリズモの代表的監督であるヴィットリオ・デ・シーカの影響も受けており、彼の代表作『自転車泥棒』からは低予算で映画を作る方法や、アマチュアの俳優を起用すること、そして現実的なテーマに目を向けることを学んだ。さらにジョン・フォード、ビリー・ワイルダー、エルンスト・ルビッチなどの古典的ハリウッド映画の監督から映画技術を学んだことを認め、自身が巨匠と見なした同時代の監督の黒澤明とイングマール・ベルイマンに深い敬意と称賛を示した。黒澤からは『羅生門』（1950年）の光の使い方に影響を受けたことを明らかにしている。ほかにもサタジットはロバート・フラハティとマルク・ドンスコイを自身の作品に最も影響を与えた監督に挙げており、またモンタージュ理論の提唱者セルゲイ・エイゼンシュテインのスタイルに影響を受けたことも指摘されている。
サタジットの長編劇映画29本のほとんどは、既存の物語を映画化した文芸映画であり、オリジナル脚本による作品は6本しかない。原作ものを脚色する時は、自分が原作で不満に思うところに手を加えたため、しばしば原作のストーリーと大きく異なるところがあり、そのために原作と比較され、批判にさらされることがあった。脚本を書く時は、自身がよく知るキャラクターや環境を選ぶことが多く、オリジナル作品では『カンチェンジュンガ』や『英雄』のように、限られた時空間の中で密度の濃い物語を書くことが多かった。サタジットの作品はリアリズムを基調とし、19世紀または20世紀のベンガル人の生活と社会的問題を題材に扱い、主人公の社会的アイデンティティに深い関心を持っている。例えば、オプー三部作や『遠い雷鳴』ではバラモンの清貧の生活、『チャルラータ』や『家と世界』では封建的大家族制や階級社会の中で自由に目覚める女性、『音楽ホール』『チェスをする人』などでは古い社会のあり方が崩れ、近代化へと変化する社会に取り残され、苦悩する上流階級の姿を描いている。
撮影は、『大地のうた』以来コンビを組んだカメラマンのスブラタ・ミットラの貢献度が大きかった。ミットラは『大河のうた』の撮影で「バウンスライティング」という、照明の光を天井や壁、または布に当て、その反射光でリアルな照明効果を生み出すテクニックを開発し、世界中の撮影技師に影響を与えた。『チャルラータ』以降はサタジットが自分でカメラを回すようになり、『英雄』を最後にミットラとのコンビを解消したが、多くの批評家はミットラが去ったことで、その後のサタジットの作品は撮影の質が低下したと指摘している。編集は通常、ドゥラル・ドットが担当したが、ほとんどの作品ではカメラ撮影そのものでカットを施し、そのうえカットになるのが分かりきっている部分を撮らないようにしたため、実際の編集作業はドットよりもサタジットが多くを担った。
映画音楽では、キャリア初期はオプー三部作でシタール奏者のラヴィ・シャンカルを起用したのをはじめ、ウスタッド・ヴィラヤット・カーンやアリ・アクバル・カーンといったインドの伝統音楽の作曲家を起用した。しかし、やがて彼らの音楽がその伝統に忠実なあまり自身の映画に馴染まないと気づき、スケジュールを合わせてもらうのが難しかったこともあり、『三人の娘』からはサタジット自身が映画音楽を作曲するようになった。サタジットは正式な音楽教育を受けていなかったが、インドの伝統音楽だけでなく西洋のクラシック音楽にも造詣が深く、ベートーヴェンをお気に入りの作曲家とした。都会を舞台にした作品では西洋クラシック音楽を使用したが、『家と世界』などではスコアに西洋音楽とインド伝統音楽を混ぜる実験を行っている。サタジットの音楽のアイデアは閃くように浮かび、時にはシナリオの段階でアイデアをメモすることがあった。実際にスコアを書き下ろすのは編集をすべて終えてからで、演奏者に応じてインドもしくは西洋の記譜法でスコアを書いた。
キャスティングでは、有名な映画スターから無名の素人俳優まで、さまざまな俳優を起用した。一部の作品のシナリオは、有名俳優のために書くことがあり、その例として『哲学者の石』のトゥルシー・チャクラボルティ、『英雄』のウッタム・クマール、『音楽ホール』『女神』『カンチェンジュンガ』のチャビ・ビスワースが挙げられる。サタジットの基本的な演技指導の方法は、リハーサルの回数を最小限に抑え、俳優に短い指示を出し、あとは俳優が自分の解釈で演じるようにするというものである。俳優の技量や経験に応じて指示の度合いを変えており、例えばウタパル・ダットのような俳優にはほとんど指示をせず、逆に『大地のうた』でオプーを演じたスビル・バネルジーや『大樹のうた』でアパルナを演じたシャルミラ・タゴールなどの俳優には、操り人形のように扱うことがあった。サタジットの映画に出演した俳優たちは、サタジットが変わらず信頼を寄せてくれることを賞賛したが、その一方で無能のように扱われて軽蔑されたことについても言及している。

## 映画以外の活動

### 文学
サタジット・レイはベンガル文学の著名な作家でもある。とくに児童文学作家として人気を博し、10代の子供向けに冒険小説、探偵小説、ファンタジー、サイエンス・フィクション、ホラーなどのジャンルの物語を創作した。サタジットの児童文学で最も人気のある作品は、架空の私立探偵の「フェルダー」が主人公の探偵小説のシリーズと、同じく架空の科学者の「プロフェッサー・ションク」が主人公のSF小説のシリーズである。フェルダーのシリーズは、インド全土や国外を舞台にして事件を解決するという内容で、フェルダーのいとこのトペシュの語りで物語が進行する。サタジットは30本以上のフェルダーの物語を執筆し、そのうち『黄金の城塞』（1974年）と『消えた象神』（1979年）を映画化した。プロフェッサー・ションクのシリーズは、風変わりな科学者であるションクの発明と冒険を描いたもので、サタジットは38本の物語を執筆した。
ほかにもサタジットは、超自然的な力を持つ架空の人物「タリーニ・フロ」が主人公の冒険小説のシリーズや、12のエピソードを纏めた『Ek Dojon Gappo』『Aker pitthe dui』といった短編小説集などの作品を執筆した。また、ルイス・キャロルやエドワード・リアなどの詩を含むナンセンス・ヴァース集『Today Bandha Ghorar Dim』（1976年）、ナスレッディン・ホジャが主人公の『Molla Nasiruddiner Galpo』（1985年）などの翻訳本や、『わが映画インドに始まる』（1976年）、『Bishoy Chalachchitra』（1976年）、『Ekei Bole Shooting』（1979年）などの映画批評やエッセイを纏めた本も出版した。1982年には幼少期の自伝『Jakhan Choto Chilam』を出版し、妻のビジョ・レイによって『Childhood Days: A Memoir』の題名で英訳された。1994年にはオプー三部作を製作した時の回想録『My Years with Apu』を出版した。

### カリグラフィーとデザイン
サタジット・レイはカリグラファーとしても活動し、自身の雑誌『ションデシュ』用に、ほかのどのベンガル文字とも異なるローマン体の「レイ・ローマン (Ray Roman)」「レイ・ビザール (Ray Bizarre)」「ダフニス (Daphnis)」 、「ホリディ・スクリプト (Holiday Script)」と呼ばれる4つの書体をデザインした。このうちレイ・ローマンとレイ・ビザールは、1971年に国際コンペティションで優勝した。また、サタジットは映画のキャリアを積み重ねる中で、グラフィックデザイナーとして活動したことでも知られ、自身の映画ポスターのほとんどをデザインし、自身または他の作家の本のイラストや表紙のデザインを手がけた。
サタジットのデザインの芸術性は、映画のポスターやプロモーション用冊子の表紙で見ることができる。サタジットがデザインした映画ポスターの多くはシンプルで、ベンガル語の書記素を使用したカリグラフィーに、1つの視覚的に印象的なイメージを描いており、インドの要素も取り入れられている。ポスターなどに見られるサタジットのベンガル語の書記素の表現は、ベンガル文字特有の3層のエックスハイト（基本文字の高さ）が楽譜のように示され、水平線と垂直線が交わる点の間にはアルポナ（ベンガル伝統の文様）のパターンに従った曲線で書かれるのが特徴的である。また、ベンガル文字の書記素を変容させて、アルケー文字とも呼べるような生物や物を形づくったベンガル文字を創作した。

## 評価
サタジット・レイはインドのベンガル語映画を代表する監督であり、インドまたはベンガル地方の文化的アイコンとして世界中に広く知られた。サタジットは国際的に高い認知と評価を受けた最初のインド人監督であり、とくに『大地のうた』はインド映画が欧米で注目されるきっかけとなった。また、黒澤明と並んでアジア映画を代表する巨匠と見なされており、マーティン・スコセッシはサタジットを黒澤、イングマール・ベルイマン、フェデリコ・フェリーニとともに世界映画の偉大な監督に挙げている。そんなサタジットの映画史的功績は、それまで歌と踊りをふんだんに盛り込んだ娯楽作品が主流だったインド映画に、現実を見据えるリアリズムを導入し、新しく芸術映画や社会派映画の流れを確立したことである。戦後のベンガル語映画では「パラレル映画」という芸術映画の潮流が生まれたが、サタジットは同時代に活躍したリッティク・ゴトクやムリナール・セーンなどとともに、その潮流を代表する監督と見なされている。しかし、ベンガル語で作られたサタジットの作品は、インド国内のほかの言語地域では理解されず、字幕付きで上映されることもなかった。そのためベンガル地方以外では、サタジットの作品が上映されることは少なく、それゆえにサタジットはあまり知られておらず、インド国外の方がサタジットの作品にアクセスしやすいという側面があり、国内と国外とで評価のずれが見られた。
サタジットの作品は一般的に、ヒューマニズムと普遍性に溢れ、一見単純でありながら内に深く根底的な複雑さを秘めていると評価されている。黒澤明は「サタジット・レイの映画を見た事がないとは、この世で太陽や月を見た事がないに等しい」と述べた。一方で、批判者からは作品のテンポの遅さを指摘され、「雄大なカタツムリ」と揶揄された。サタジット自身は展開の遅さは如何ともしがたいと述べたが、黒澤は「遅い」とは的外れで「彼の作品は大河のように悠然とした流れが表現されているのだ」と弁護した。一部の批評家はサタジットの作品が現代的ではないと指摘し、サタジットと同時代に活躍したジャン＝リュック・ゴダールの作品に見られるような、新しい表現や実験的な要素が欠けていると批判した。批評家からはアントン・チェーホフ、ウィリアム・シェイクスピアなどの他分野の芸術家やその作品と比べられることもあり、作家のV・S・ナイポールは『チェスをする人』のシーンをシェイクスピアの劇と比較して「たった300の単語が口にされるだけなのになんと言うことだ！ものすごい」と評した。
政治的イデオロギーは、サタジットの作品と相容れるものではなかった。1960年代にサタジットはマルクス主義者の監督ムリナル・センと公開書簡を交わし、センの『雲の上に』（1965年）を「カラス映画」と呼び、羽を借りたカラスの寓話に例えて独創性に欠けると酷評した。その後2人はサタジットが亡くなるまで、お互いの映画に建設的な批判をし続けた。社会主義の支持者の中には、サタジットがインド社会で虐げられた人たちが生まれる原因を描き出していないことを指摘し、一部の批評家は、『大地のうた』や『遠い雷鳴』が叙情的で美しい描き方によって貧困を賛美していると非難した。彼らはサタジットが物語で起きる対立に解決策を出さず、サタジットのブルジョワジー的経歴を克服することができなかったと主張した。1970年代にナクサライト（インドの武装革命至上主義）運動が盛んだった頃には、押しかけた主義者たちによって息子が身体的危害を加えられそうになった事もあった。1980年代にはインドの国会議員で元女優のナルギスが、サタジットを「貧困を輸出している」と非難し、現代インドを描く作品を作るべきだと主張した。

## 影響
サタジット・レイの影響はベンガル語映画界に広く浸透し、アパルナ・センやリトゥポルノ・ゴーシュ、ゴータム・ゴース、シュリジット・ムカルジー、バングラデシュのタレク・マスード、タンビール・モカメルなどのベンガル語系監督がその影響を受けた。さらにヒンディー語監督のヴィシャール・バルドワジ、ディバーカル・バナルジー、シャーム・ベネガル、アヌラーグ・バス、ニーラジ・ゲイワン、スジョイ・ゴーシュなどもサタジットの影響を受けている。インド以外にも、サタジットの映画スタイルはマーティン・スコセッシ、ジェームズ・アイヴォリー、カルロス・サウラ、高畑勲、ダニー・ボイルなどの映画監督に影響を与えた。
グレゴリー・ナヴァは『ミ・ファミリア』（1995年）のラストシーンで『大樹のうた』を再現し、アイラ・サックスは『チャルラータ』からインスピレーションを受けて『Forty Shades of Blue』（2005年）を監督した。マジッド・マジディはサタジットとその作品に称賛を示すために『Beyond the Clouds』（2017年）を作った。ウェス・アンダーソンもインドで撮影した『ダージリン急行』（2007年）をサタジットに捧げ、サタジットが作曲した音楽をサウンドトラックに使用した。映画批評家のマイケル・スラゴーは、1950年代中頃から主人公の成長を描くドラマがアート系映画で溢れるようになったのは、オプー三部作の存在に負うところが非常に大きいと指摘している。また、『カンチェンジュンガ』はハイパーリンク映画と呼ばれる物語構造による作品の先駆けと見なされている。さらに、ソール・ベローの『ハーツォグ』、J・M・クッツェーの『Youth』などの文学作品にも、サタジットからの影響が見られる。
1993年にカリフォルニア大学サンタクルーズ校（UCSC）は、サタジットの作品を保存し、一般に公開するために「サタジット・レイ映画研究コレクション（レイFASC）」を設け、映画やポスター、写真、さまざまな言語で刊行された本、新聞や雑誌の記事、スケッチブックなど、10000点を超える文書から成るアーカイブを確立した。これらのアーカイブは、UCSCのマクヘンリー図書館に所蔵されている。1995年にはインド政府によって映画学校の「サタジット・レイ映画テレビ研究所」が創設された。1996年から2008年までロンドン映画祭では、初監督作品の中で最も芸術性に優れ、サタジットのような感性と人間性を備える作品に贈られる「サタジット・レイ賞」が設けられた。また、ロンドン・インド映画祭にも「サタジット・レイ短編映画賞」という賞が設けられている。サタジットの生誕100周年にあたる2021年には、インド政府の情報放送大臣プラカシュ・ジャバデカールが、インドで最高の映画賞ダーダーサーヘブ・パールケー賞と同等の映画賞として、サタジット・レイの名を冠した賞を設けることを発表した。その後、同年開催の第52回インド国際映画祭で、ジャバデカールの後任の情報放送大臣アヌラーグ・タークルが「インド国際映画祭 生涯功労賞」の名称を「サタジット・レイ生涯功労賞」に変更することを発表した。

## フィルモグラフィー
サタジット・レイの監督作品は36本存在する。その内訳は長編劇映画が29本、ドキュメンタリー映画が5本、短編映画が2本である。
| 公開年 | - 邦題 - 英題                              | 言語         | 役職 | 役職 | 役職 | 役職 | 役職 | 役職                        | 備考                                                                               |
| 公開年 | - 邦題 - 英題                              | 言語         | 監督 | 脚本 | 原作 | 製作 | 作曲 | その他                      | 備考                                                                               |
| ------ | ------------------------------------------ | ------------ | ---- | ---- | ---- | ---- | ---- | --------------------------- | ---------------------------------------------------------------------------------- |
| 1955年 | - 大地のうた - Pather Panchali             | ベンガル語   | Yes  | Yes  | No   | No   | No   |                             |                                                                                    |
| 1956年 | - 大河のうた - Aparajito                   | ベンガル語   | Yes  | Yes  | No   | Yes  | No   |                             |                                                                                    |
| 1958年 | - 哲学者の石 - Parash Pathar               | ベンガル語   | Yes  | Yes  | No   | No   | No   |                             | 別邦題表記に『化金石』                                                             |
| 1958年 | - 音楽サロン - Jalsaghar                   | ベンガル語   | Yes  | Yes  | No   | Yes  | No   |                             | 別邦題表記に『音楽ホール』                                                         |
| 1959年 | - 大樹のうた - Apur Sansar                 | ベンガル語   | Yes  | Yes  | No   | Yes  | No   |                             |                                                                                    |
| 1960年 | - 女神 - Devi                              | ベンガル語   | Yes  | Yes  | No   | Yes  | No   |                             |                                                                                    |
| 1961年 | - 三人の娘 - Teen Kanya                    | ベンガル語   | Yes  | Yes  | No   | Yes  | Yes  |                             | 「The Postmaster」「Monihara」「Samapti」の3つのエピソードから成るアンソロジー映画 |
| 1961年 | - 詩聖タゴール - Rabindranath Tagore       | 英語         | Yes  | Yes  | No   | No   | No   | ナレーター                  | ドキュメンタリー映画                                                               |
| 1962年 | - カンチェンジュンガ - Kanchenjungha       | ベンガル語   | Yes  | Yes  | No   | No   | Yes  |                             |                                                                                    |
| 1962年 | - 遠征 - Abhijan                           | ベンガル語   | Yes  | Yes  | No   | No   | Yes  |                             |                                                                                    |
| 1963年 | - 大都会 - Mahanagar                       | ベンガル語   | Yes  | Yes  | No   | No   | Yes  |                             | 別邦題表記に『ビッグ・シティ』                                                     |
| 1964年 | - チャルラータ - Charulata                 | ベンガル語   | Yes  | Yes  | No   | No   | Yes  |                             |                                                                                    |
| 1964年 | - ふたり - Two                             | 言語なし     | Yes  | Yes  | No   | No   | Yes  |                             | 短編映画                                                                           |
| 1965年 | - 臆病者 - Kapurush                        | ベンガル語   | Yes  | Yes  | No   | No   | Yes  |                             |                                                                                    |
| 1965年 | - 聖者 - Mahapurush                        | ベンガル語   | Yes  | Yes  | No   | No   | Yes  |                             |                                                                                    |
| 1966年 | - 主人公 - Nayak                           | ベンガル語   | Yes  | Yes  | No   | No   | Yes  |                             | 別邦題表記に『英雄』                                                               |
| 1967年 | - 動物園 - Chiriyakhana                    | ベンガル語   | Yes  | Yes  | No   | No   | Yes  |                             |                                                                                    |
| 1969年 | - グビとバガの冒険 - Goopy Gyne Bagha Byne | ベンガル語   | Yes  | Yes  | No   | No   | Yes  |                             |                                                                                    |
| 1969年 | - 森の中の昼と夜 - Aranyer Din Ratri       | ベンガル語   | Yes  | Yes  | No   | No   | Yes  |                             |                                                                                    |
| 1970年 | - 対抗者 - Pratidwandi                     | ベンガル語   | Yes  | Yes  | No   | No   | Yes  |                             |                                                                                    |
| 1971年 | - 株式会社 ザ・カンパニー - Seemabaddha    | ベンガル語   | Yes  | Yes  | No   | No   | Yes  |                             |                                                                                    |
| 1971年 | - シッキム - Sikkim                        | 英語         | Yes  | Yes  | No   | No   | Yes  | ナレーター サウンドデザイン | ドキュメンタリー映画                                                               |
| 1972年 | - 心の眼 - The Inner Eye                   | ベンガル語   | Yes  | Yes  | No   | No   | Yes  | ナレーター サウンドデザイン | 短編ドキュメンタリー映画                                                           |
| 1973年 | - 遠い雷鳴 - Ashani Sanket                 | ベンガル語   | Yes  | Yes  | No   | No   | Yes  |                             |                                                                                    |
| 1974年 | - 黄金の城塞 - Sonar Kella                 | ベンガル語   | Yes  | Yes  | Yes  | No   | Yes  |                             | 別邦題表記に『黄金の砦』                                                           |
| 1975年 | - ミドルマン - Jana Aranya                 | ベンガル語   | Yes  | Yes  | No   | No   | Yes  |                             |                                                                                    |
| 1976年 | - バーラ - Bala                            | 英語         | Yes  | Yes  | No   | No   | Yes  | ナレーター                  | ドキュメンタリー映画                                                               |
| 1977年 | - チェスをする人 - Shatranj Ke Khilari     | ヒンディー語 | Yes  | Yes  | No   | No   | Yes  | ダイアローグ                |                                                                                    |
| 1979年 | - エレファント・ゴッド - Joi Baba Felunath | ベンガル語   | Yes  | Yes  | Yes  | No   | Yes  |                             | 別邦題表記に『消えた象神』『象神万歳』                                             |
| 1980年 | - ダイヤモンドの王国 - Hirak Rajar Deshe   | ベンガル語   | Yes  | Yes  | Yes  | No   | Yes  |                             |                                                                                    |
| 1980年 | - ピクー - Pikoo                           | ベンガル語   | Yes  | Yes  | Yes  | No   | Yes  |                             | 短編映画                                                                           |
| 1981年 | - 遠い道 - Sadgati                         | ヒンディー語 | Yes  | Yes  | No   | No   | Yes  | ダイアローグ                |                                                                                    |
| 1983年 | - 家と世界 - Ghare Baire                   | ベンガル語   | Yes  | Yes  | No   | No   | Yes  |                             |                                                                                    |
| 1987年 | - シュクマル・レイ - Sukumar Ray           | ベンガル語   | Yes  | Yes  | No   | No   | Yes  |                             | 短編ドキュメンタリー映画                                                           |
| 1990年 | - 民衆の敵 - Ganashatru                    | ベンガル語   | Yes  | Yes  | No   | No   | Yes  |                             |                                                                                    |
| 1990年 | - 枝わかれ - Shakha Proshakha              | ベンガル語   | Yes  | Yes  | No   | Yes  | Yes  |                             |                                                                                    |
| 1992年 | - 見知らぬ人 - Agantuk                     | ベンガル語   | Yes  | Yes  | Yes  | No   | Yes  |                             |                                                                                    |

## 受賞
サタジット・レイは国内外で多数の映画賞を受賞した。ベルリン国際映画祭では、銀熊賞を2度以上受けた3人の監督の1人であり、金熊賞ノミネートは最多の7度を誇る。ヴェネツィア国際映画祭では、1956年に『大河のうた』で金獅子賞を受賞し、1982年には栄誉金獅子賞が贈られた。同年、カンヌ国際映画祭で"Hommage à Satyajit Ray"が与えられた。インドの映画賞国家映画賞では合計32個の賞を受賞しており、歴代最多の監督賞の受賞者（6回受賞）となった。1985年にはインド映画で最高位の賞であるダーダーサーヘブ・パールケー賞を受賞した。1992年には第64回アカデミー賞で「映画芸術のたぐいまれな熟達と深い人道的なものの見方が世界中の映画製作者と観客に拭い去ることのできない影響を与えた」（'In recognition of his rare mastery of the art of motion pictures and for his profound humanitarian outlook, which has had an indelible influence on filmmakers and audiences throughout the world'）功績により名誉賞を受賞した。
映画賞以外にも、数多くの栄誉や称号を受けた。1978年には映画関係者ではチャールズ・チャップリンに続いて2人目となる、オックスフォード大学の名誉博士号を授けられた。ほかにもデリー大学の文学博士（1973年）、ロイヤル・カレッジ・オブ・アートの名誉博士（1974年）、コルカタ大学の文学博士（1985年）などの称号を与えられている。インドの勲章では、1958年に民間人賞で4番目に高いパドマ・シュリー勲章、1965年に同3番目のパドマ・ブーシャン勲章、1976年に同2番目のパドマ・ヴィブーシャン勲章、そして1992年に最高位の民間人賞であるバーラト・ラトナ賞を授けられた。1987年にはフランス政府からレジオンドヌール勲章のコマンドゥールの称号を授けられた。また、1967年にはアジアのノーベル賞と呼ばれるマグサイサイ賞を受賞した。
1992年、イギリスのサイト・アンド・サウンド誌は、すべての時代における映画監督ベスト10のリストを発表し、サタジットをアジア人では最高位となる7位に選出した。2002年の同誌の映画監督ベスト10では、アジア人では4番目となる22位にランクした。さらに、1996年にエンターテインメント・ウィークリー誌が発表した「50人の偉大な映画監督」リストでは25位に選ばれ、2007年にTotal Film誌が発表した「100人の偉大な映画監督」のリストにも選出された。また、2004年にBBCが発表した「史上最高のベンガル人」のリストでは13位にランクした。
以下の表は、サタジット・レイが受賞した、もしくはノミネートされた映画賞（個人ではなく作品自体に与えられた賞を含む）の一覧である。
| 賞                                   | 年     | 部門                       | 作品名                      | 結果       | 出典    |
| ------------------------------------ | ------ | -------------------------- | --------------------------- | ---------- | ------- |
| 国家映画賞                           | 1955年 | 長編映画賞                 | 『大地のうた』              | 受賞       | [ 169 ] |
| 国家映画賞                           | 1955年 | ベンガル語映画賞           | 『大地のうた』              | 受賞       | [ 169 ] |
| 国家映画賞                           | 1959年 | 長編映画賞                 | 『大樹のうた』              | 受賞       | [ 170 ] |
| 国家映画賞                           | 1960年 | ベンガル語映画賞           | 『女神』                    | 受賞       | [ 171 ] |
| 国家映画賞                           | 1961年 | ベンガル語映画賞           | 『三人の娘』                | 受賞       | [ 172 ] |
| 国家映画賞                           | 1961年 | 非長編映画賞               | 『詩聖タゴール』            | 受賞       | [ 172 ] |
| 国家映画賞                           | 1964年 | 長編映画賞                 | 『チャルラータ』            | 受賞       | [ 173 ] |
| 国家映画賞                           | 1966年 | 脚本賞                     | 『英雄』                    | 受賞       | [ 174 ] |
| 国家映画賞                           | 1967年 | 監督賞                     | 『動物園』                  | 受賞       | [ 175 ] |
| 国家映画賞                           | 1968年 | 長編映画賞                 | 『グピとバガの冒険』        | 受賞       | [ 176 ] |
| 国家映画賞                           | 1968年 | 監督賞                     | 『グピとバガの冒険』        | 受賞       | [ 176 ] |
| 国家映画賞                           | 1970年 | 監督賞                     | 『対抗者』                  | 受賞       | [ 177 ] |
| 国家映画賞                           | 1970年 | 第2位優秀映画賞            | 『対抗者』                  | 受賞       | [ 177 ] |
| 国家映画賞                           | 1970年 | 脚本賞                     | 『対抗者』                  | 受賞       | [ 177 ] |
| 国家映画賞                           | 1971年 | 長編映画賞                 | 『株式会社 ザ・カンパニー』 | 受賞       | [ 178 ] |
| 国家映画賞                           | 1972年 | 非長編映画賞               | 『心の眼』                  | 受賞       | [ 179 ] |
| 国家映画賞                           | 1973年 | ベンガル語映画賞           | 『遠い雷鳴』                | 受賞       | [ 180 ] |
| 国家映画賞                           | 1973年 | 音楽監督賞                 | 『遠い雷鳴』                | 受賞       | [ 180 ] |
| 国家映画賞                           | 1974年 | 監督賞                     | 『黄金の城塞』              | 受賞       | [ 181 ] |
| 国家映画賞                           | 1974年 | 脚本賞                     | 『黄金の城塞』              | 受賞       | [ 181 ] |
| 国家映画賞                           | 1974年 | ベンガル語映画賞           | 『黄金の城塞』              | 受賞       | [ 181 ] |
| 国家映画賞                           | 1975年 | 監督賞                     | 『ミドルマン』              | 受賞       | [ 182 ] |
| 国家映画賞                           | 1977年 | ヒンディー語長編映画賞     | 『チェスをする人』          | 受賞       | [ 183 ] |
| 国家映画賞                           | 1978年 | 児童映画賞                 | 『消えた象神』              | 受賞       | [ 184 ] |
| 国家映画賞                           | 1980年 | ベンガル語映画賞           | 『ダイヤモンドの王国』      | 受賞       | [ 185 ] |
| 国家映画賞                           | 1980年 | 音楽監督賞                 | 『ダイヤモンドの王国』      | 受賞       | [ 185 ] |
| 国家映画賞                           | 1981年 | 審査員特別賞               | 『遠い道』                  | 受賞       | [ 186 ] |
| 国家映画賞                           | 1984年 | ベンガル語映画賞           | 『家と世界』                | 受賞       | [ 187 ] |
| 国家映画賞                           | 1989年 | ベンガル語映画賞           | 『民衆の敵』                | 受賞       | [ 188 ] |
| 国家映画賞                           | 1991年 | 長編映画賞                 | 『見知らぬ人』              | 受賞       | [ 189 ] |
| 国家映画賞                           | 1991年 | 監督賞                     | 『見知らぬ人』              | 受賞       | [ 189 ] |
| 国家映画賞                           | 1994年 | 脚本賞                     | 『Uttoran』                 | 受賞       | [ 190 ] |
| カンヌ国際映画祭                     | 1956年 | ヒューマン・ドキュメント賞 | 『大地のうた』              | 受賞       | [ 31 ]  |
| カンヌ国際映画祭                     | 1956年 | 国際カトリック映画事務局賞 | 『大地のうた』              | 受賞       | [ 191 ] |
| ヴェネツィア国際映画祭               | 1957年 | 金獅子賞                   | 『大河のうた』              | 受賞       | [ 36 ]  |
| ヴェネツィア国際映画祭               | 1957年 | 国際映画批評家連盟賞       | 『大河のうた』              | 受賞       | [ 192 ] |
| ヴェネツィア国際映画祭               | 1957年 | チネマ・ヌオヴォ賞         | 『大河のうた』              | 受賞       | [ 193 ] |
| ヴェネツィア国際映画祭               | 1972年 | 国際映画批評家連盟賞       | 『株式会社 ザ・カンパニー』 | 受賞       | [ 178 ] |
| サンフランシスコ国際映画祭           | 1957年 | 作品賞                     | 『大地のうた』              | 受賞       | [ 194 ] |
| サンフランシスコ国際映画祭           | 1957年 | 監督賞                     | 『大地のうた』              | 受賞       | [ 194 ] |
| サンフランシスコ国際映画祭           | 1958年 | 作品賞                     | 『大河のうた』              | 受賞       | [ 195 ] |
| サンフランシスコ国際映画祭           | 1958年 | 監督賞                     | 『大河のうた』              | 受賞       | [ 195 ] |
| サンフランシスコ国際映画祭           | 1992年 | 黒澤明賞                   | -                           | 受賞       | [ 196 ] |
| 英国アカデミー賞                     | 1957年 | 総合作品賞                 | 『大地のうた』              | ノミネート | [ 197 ] |
| 英国アカデミー賞                     | 1958年 | 総合作品賞                 | 『大河のうた』              | ノミネート | [ 198 ] |
| 英国アカデミー賞                     | 1961年 | 総合作品賞                 | 『大樹のうた』              | ノミネート | [ 199 ] |
| ナショナル・ボード・オブ・レビュー賞 | 1958年 | 外国語映画賞               | 『大地のうた』              | 受賞       | [ 200 ] |
| ナショナル・ボード・オブ・レビュー賞 | 1960年 | 外国語映画賞               | 『大樹のうた』              | 受賞       | [ 201 ] |
| BFIロンドン映画祭                    | 1959年 | サザーランド杯             | 『大樹のうた』              | 受賞       | [ 202 ] |
| ベルリン国際映画祭                   | 1964年 | 銀熊賞 (監督賞)            | 『ビッグ・シティ』          | 受賞       | [ 50 ]  |
| ベルリン国際映画祭                   | 1965年 | 銀熊賞 (監督賞)            | 『チャルラータ』            | 受賞       | [ 51 ]  |
| ベルリン国際映画祭                   | 1965年 | 国際カトリック映画事務局賞 | 『チャルラータ』            | 受賞       | [ 203 ] |
| ベルリン国際映画祭                   | 1966年 | 特別表彰                   | 『英雄』                    | 受賞       | [ 204 ] |
| ベルリン国際映画祭                   | 1973年 | 金熊賞                     | 『遠い雷鳴』                | 受賞       | [ 205 ] |
| キネマ旬報ベスト・テン               | 1966年 | 外国映画ベスト・テン       | 『大地のうた』              | 1位        | [ 206 ] |
| キネマ旬報ベスト・テン               | 1966年 | 外国映画監督賞             | 『大地のうた』              | 受賞       | [ 206 ] |
| ボディル賞                           | 1967年 | 非ヨーロッパ映画賞         | 『大河のうた』              | 受賞       | [ 207 ] |
| ボディル賞                           | 1969年 | 非ヨーロッパ映画賞         | 『大地のうた』              | 受賞       | [ 207 ] |
| モスクワ国際映画祭                   | 1979年 | 名誉賞                     | -                           | 受賞       | [ 208 ] |
| フィルムフェア賞                     | 1979年 | 監督賞                     | 『チェスをする人』          | 受賞       | [ 209 ] |
| BFIフェローシップ賞                  | 1983年 | -                          | -                           | 受賞       | [ 210 ] |
| アカデミー賞                         | 1991年 | 名誉賞                     | -                           | 受賞       | [ 78 ]  |
| 東京国際映画祭                       | 1991年 | 特別功労賞                 | -                           | 受賞       | [ 211 ] |

## ドキュメンタリー作品
- 『Creative Artists of India - Satyajit Ray』（1964年、バグワン・ダス・ガルガ（英語版）監督）
- 『Satyajit Ray』（1982年、シャーム・ベネガル（英語版）監督）
- 『The Music of Satyajit Ray』（1984年、Utpalendu Chakrabarty監督）
- 『Ray Life and Work of Satyajit Ray』（1999年、ゴータム・ゴース監督）

## 著書（日本語訳）
- 『黄金の城塞』西岡直樹訳、くもん出版〈くもんの海外児童文学シリーズ〉、1991年11月。ISBN 978-4875766605。
- 『消えた象神』西岡直樹訳、くもん出版〈くもんの海外児童文学シリーズ〉、1993年3月。ISBN 978-4875767657。
- 『わが映画インドに始まる 世界シネマへの旅』森本素世子訳、第三文明社、1993年7月。ISBN 978-4476031782。
- 『ユニコーンを探して サタジット・レイ小説集』内山眞理子訳、筑摩書房、1993年11月。ISBN 978-4480831446。